# Bram van Ojik
Abraham (Bram) van Ojik (ur. 22 września 1954 w Veenendaal) – holenderski polityk, działacz społeczny i dyplomata, poseł do Tweede Kamer, w latach 2012–2015 lider Zielonej Lewicy (GroenLinks).

## Życiorys
W latach 1972–1980 studiował ekonomię na Vrije Universiteit Amsterdam. W 1973 wstąpił do Politycznej Partii Radykałów (PPR). Był etatowym pracownikiem tego ugrupowania, pracującym jako freelancer dziennikarzem i redaktorem partyjnego magazynu. W latach 1988–1990 pełnił funkcję przewodniczącego radykałów, z którymi współtworzył w tym czasie Zjednoczoną Lewicę. W latach 1990–1993 zatrudniony w organizacji humanitarnej Oxfam Novib. W 1993 został posłem do Tweede Kamer, nie utrzymał mandatu w wyborach parlamentarnych w 1994. Od 1995 do 1997 był przewodniczącym organizacji środowiskowej Milieudefensie. W 1997 podjął pracę w ministerstwie spraw zagranicznych, uzyskując w 2001 rangę ambasadora. Od 2003 do 2006 kierował holenderskim przedstawicielstwem dyplomatycznym w Beninie. Po zakończeniu misji powrócił do resortu, był dyrektorem departamentów zajmujących się współpracą rozwojową i sprawami społecznymi.
W wyniku wyborów w 2012 ponownie zasiadł w niższej izbie Stanów Generalnych. W październiku 2012 zastąpił Jolande Sap na funkcji przewodniczącego frakcji poselskiej GroenLinks, stając się jednocześnie liderem politycznym tego ugrupowania. Zrezygnował w maju 2015, jego miejsce zajął wówczas Jesse Klaver. Odszedł także z parlamentu, powracając do pracy w dyplomacji. Został specjalnym przedstawicielem do spraw migracji ludności. W wyborach w 2017 kolejny raz wybrano go do Tweede Kamer.